# شوتا أراي (لاعب كرة قدم مواليد 1988)
شوتا أراي (باليابانية: 新井 章太) (مواليد 1 نوفمبر 1988)، هو لاعب كرة قدم ياباني سابق كان يلعب كحارس مرمى.

## وصلات خارجية
- شوتا أراي (1988) على موقع رابطة كرة القدم اليابانية للمحترفين (اليابانية)
- شوتا أراي (1988) على موقع قاعدة بيانات كرة القدم.إي يو (الإنجليزية)
- شوتا أراي (1988) على موقع Soccerway.com (الإنجليزية)
- شوتا أراي (1988) على موقع عالم كرة القدم.نت (الإنجليزية)